# Karpinskiosaurus
Karpinskiosaurinae
Sous-famille
Genre
Karpinskiosaurus est un genre fossile de seymouriamorphes du Permien de la sous-famille des Karpinskiosaurinae (famille fossile des Karpinskiosauridae). 

## Classification
Le genre Karpinskiosaurus est décrit en 1926 par Piotr Souchkine,.
La sous-famille des Karpinskiosaurinae est décrite en 1925 par le même Piotr Souchkine.

### Fossiles
Selon Paleobiology Database en 2023, la sous-famille des Karpinskiosaurinae a quinze collections de fossiles référencées pour 16 occurrences, toutes du Permien :
- Severodvinien, neuf collections de Russie ;
- Permien, six collections de Russie[3].

## Liste des espèces
- Karpinskiosaurus secundus (Amaltzki, 1898)
- Karpinskiosaurus ultimus Tschudinov & Vjuschkov, 1956

### Présentation
Karpinskiosaurus secundus est représenté par deux spécimens avec une longueur de crâne d'environ 75 mm. 
Tous les spécimens de K. ultimus sont plus petits que ceux de K. secundus. La longueur totale du reptiliomorphe était d'environ 50 à 75 cm. Pour Paleobiology Database, cette deuxième espèce est synonyme de Karpinskiosaurus secundus.

### Publication originale
- [1926] (en) P. P. Sushkin, « Notes on the pre-Jurassic Tetrapoda from Russia. I. Dicynodon amalitzkii, n. sp. — II. Contributions to the morphology and ethology of the Anomodontia. — III. On Seymouriamorphae from the Upper Permian of North Dvina », Palaeontologia Hungarica, vol. 1,‎ 1926, p. 323-344.